# 張恕琳
张恕琳（1875年—1919年），字心如，号云门，山东掖县城东南隅村人。晚清进士，学者，书画家。
张家自元延祐年间定居莱州以来，文脉兴盛，明末清初有张孔教、张忻、张端，祖孙三代皆为进士；清代中期，又出张伟、张尔牧、张尔宇、张弼“一门四进士”。张恕琳于光绪二十三年（1897年），选拔贡成均，光绪二十八年（1902年）乡试中举，次年殿试中二甲第九名，赐进士出身。同年闰五月，改翰林院庶吉士。清帝逊位后，感叹“世局奇创”，离京返乡。
民国初年，张恕琳远离政坛，并作《遯石诗》以明志。民国八年（1919年）秋去世，年仅45岁。工书画，有作品集《遯石吟草》。